# Deiregyne densiflora
Deiregyne densiflora är en orkidéart som först beskrevs av Charles Schweinfurth, och fick sitt nu gällande namn av Gerardo A. Salazar och Soto Arenas. Deiregyne densiflora ingår i släktet Deiregyne, och familjen orkidéer. Inga underarter finns listade i Catalogue of Life.